# Decretais de Gregório IX

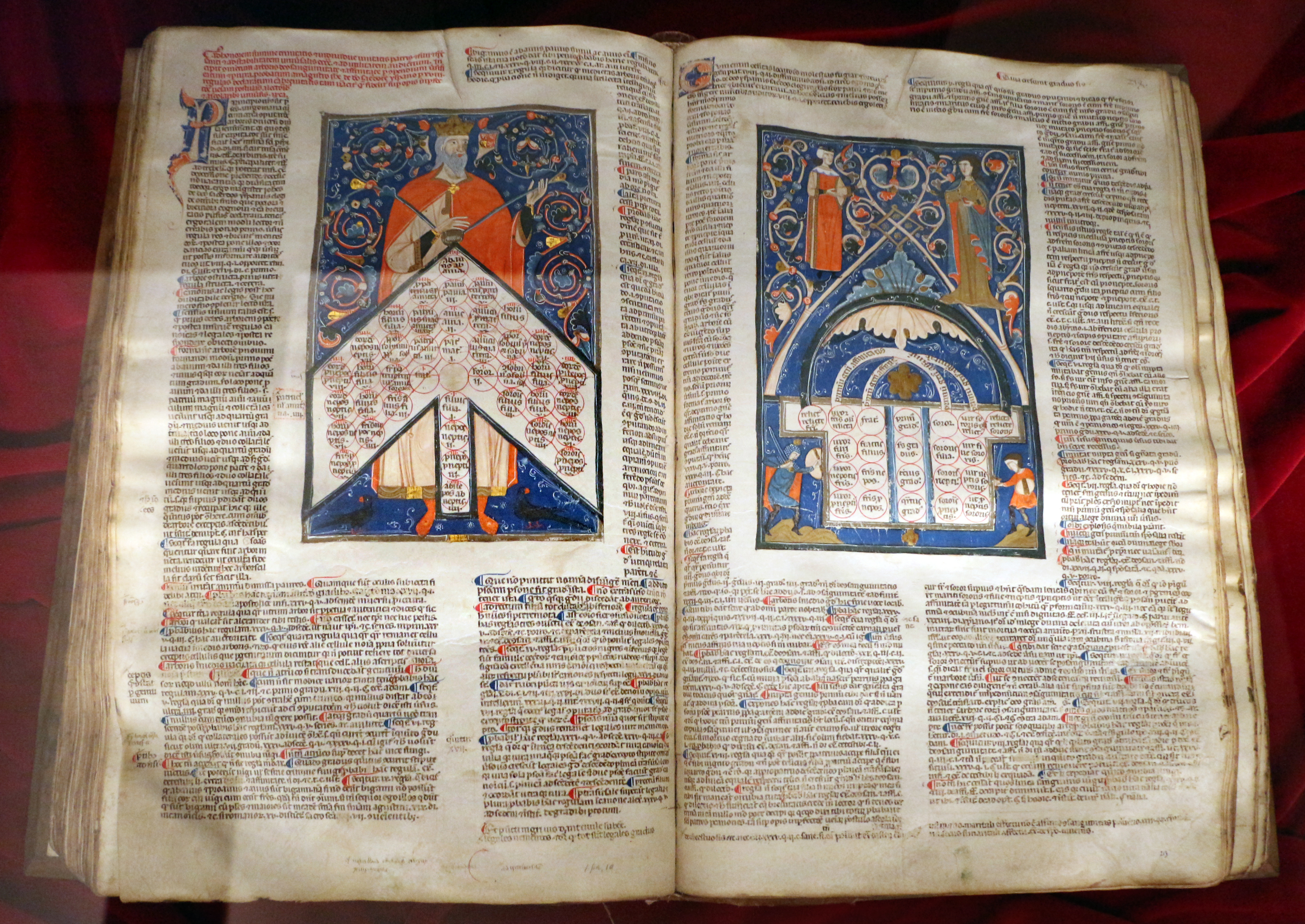
Decretales de Gregório IX, cerca de 1290, Biblioteca Medicea Laurenziana, Florença

As Decretais de Gregório IX (em latim: Decretales Gregorii IX), também coletivamente chamadas de Liber extra, são uma fonte do direito canônico medieval da Igreja Católica. Em 1230, o Papa Gregório IX encarregou seu capelão e confessor, Raimundo de Penhaforte, um dominicano, de formar uma nova coleção canônica destinada a substituir o Decretum Gratiani, que havia sido a principal compilação jurídica da Igreja por mais de 90 anos. Afirma-se que o papa utilizou essas cartas para enfatizar seu poder sobre a Igreja Universal.

## Circunstâncias políticas
Durante o pontificado de Gregório, a Igreja estabeleceu um papel proeminente nos assuntos temporais e espirituais da Europa. Seguindo seu predecessor, o Papa Honório III, Gregório manteve a supremacia papal. Ainda assim, a necessidade de uma nova coleção era tão evidente que talvez não haja outros motivos além dos apresentados pelo papa na bula "Rex pacificus", de 5 de setembro de 1234, a saber: o inconveniente de se referir a várias coleções que continham decisões muito diversas e por vezes contraditórias, apresentando em alguns casos lacunas e em outros, excessiva extensão; além disso, em diversos pontos a legislação era incerta.

## Obra de São Raimundo
Ver também
As Quinque compilationes antiquæ foram uma série de cinco dessas coleções de legislação pontifícia desde o Decretum de Graciano (c. 1150) até o pontificado de Honório III (1150–1227). Raimundo seguiu o método das Quinque compilationes para compilar a nova coleção de cânones, que concluiu em cerca de quatro anos. Ele adotou dessas compilações a ordem das matérias, a divisão da obra em cinco livros, dos livros em títulos, e dos títulos em capítulos. Dos 1971 capítulos contidos nas Decretais de Gregório IX, 1771 provêm das Quinque compilationes, 191 são do próprio Gregório IX, sete são de decretos de Inocêncio III não inseridos nas coleções anteriores, e dois têm origem desconhecida. Eles estão organizados, em geral, conforme a ordem das antigas coleções, ou seja, cada título começa com os capítulos da primeira coleção, seguido pelos da segunda e assim por diante. Em seguida vêm os de Inocêncio III, e por fim os de Gregório IX. Quase todos os títulos (rubricas) também foram emprestados dessas coleções, mas diversos foram modificados em seus detalhes. Esse método aliviou consideravelmente o trabalho de São Raimundo.

## Trabalho editorial
A obra de Gregório IX envolveu a compilação de documentos de coleções anteriores, modificando algumas decisões e descartando outras. Além disso, Gregório omitiu partes quando julgou prudente, preencheu lacunas e esclareceu pontos duvidosos do antigo direito eclesiástico, adicionando novos decretos para garantir clareza e harmonia à obra. Ele indicava com as palavras et infra os trechos suprimidos por ele nas coleções anteriores, chamados de partes decisae. A nova compilação não recebeu um título especial, sendo chamada de "Decretales Gregorii IX" ou às vezes "Compilatio sexta", ou seja, a sexta coleção em referência às "Quinque compilationes antiquæ". Também foi chamada de "Collectio seu liber extra", ou seja, a coleção das leis não contidas (vagantes extra) no "Decretum" de Graciano; daí o costume de referir-se a essa coleção pela letra X (ou seja, *extra*, aqui não como numeral romano dez).

## Força de lei

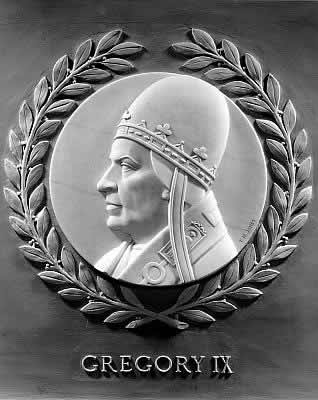
Gregório IX retratado entre os grandes legisladores da história em um baixo-relevo na Câmara dos Representantes dos Estados Unidos

Todas as decisões da coleção tinham força de direito canônico, fossem ou não autênticas, qualquer que fosse o valor jurídico dos textos em si, ou o texto original. Trata-se de uma coleção única; todas as decisões foram promulgadas simultaneamente e são igualmente obrigatórias, mesmo que aparentem conter — ou de fato contenham — antinomias, ou seja, contradições. Nesse caso peculiar, não é possível resolver a dificuldade com o princípio de que uma lei posterior revoga uma anterior. Por fim, é uma coleção exclusiva, ou seja, revoga todas as coleções, mesmo as oficiais, posteriores ao "Decretum" de Graciano. Alguns autores (Schulte, Launin) sustentam que Gregório IX revogou até mesmo aquelas leis anteriores ao tempo de Graciano que este não havia incluído em seu "Decretum", mas outros contestam essa opinião.

## Glosas
Como nas coleções canônicas anteriores, as Decretais de Gregório IX logo foram glosadas. Era costume adicionar às cópias manuscritas explicações textuais escritas entre as linhas (glossa interlinearis) e nas margens da página (glossa marginalis). Também foram acrescentadas explicações do conteúdo. O mais antigo glosador das Decretais de Gregório IX é Vicente da Espanha; depois seguem Godefridus de Trano (falecido em 1245), Bonaguida Aretinus (século XIII) e Bernardo de Botone ou Parmensis (falecido em 1263), autor da "Glossa ordinaria", ou seja, da glosa à qual geralmente se atribuía autoridade. Mais tarde, alguns trechos foram adicionados à "Glossa ordinaria" extraídos da "Novella sive commentarius in decretales epistolas Gregorii IX", de Giovanni d'Andrea (João André).

## Publicação impressa
Após a invenção da imprensa, as Decretais de Gregório IX foram publicadas pela primeira vez em Estrasburgo pela gráfica de Heinrich Eggestein. Entre as várias edições posteriores, merece destaque a publicada em 1582 (in dibus populi romani) por ordem de Gregório XIII. O texto dessa edição, revisado pelos Correctores Romani, uma comissão pontifícia estabelecida para revisar o texto do "Corpus Juris", passou a ter força de direito canônico, mesmo quando divergente do texto de São Raimundo. Era proibido introduzir qualquer alteração nesse texto (Breve Papal "Cum pro munere", 1 de julho de 1580). Dentre outras edições, destacam-se a de Le Conte (Antuérpia, 1570), anterior à edição romana e contendo as partes decis; a dos irmãos Pithou (Paris, 1687); a de Böhmer (Halle, 1747), que não reproduziu o texto da edição romana e cuja crítica textual foi mais ousada que acertada; a edição de Richter; e a de Friedberg (Leipzig, 1879–1881). Todos esses autores acrescentaram notas críticas e as partes decis.

## Comentadores

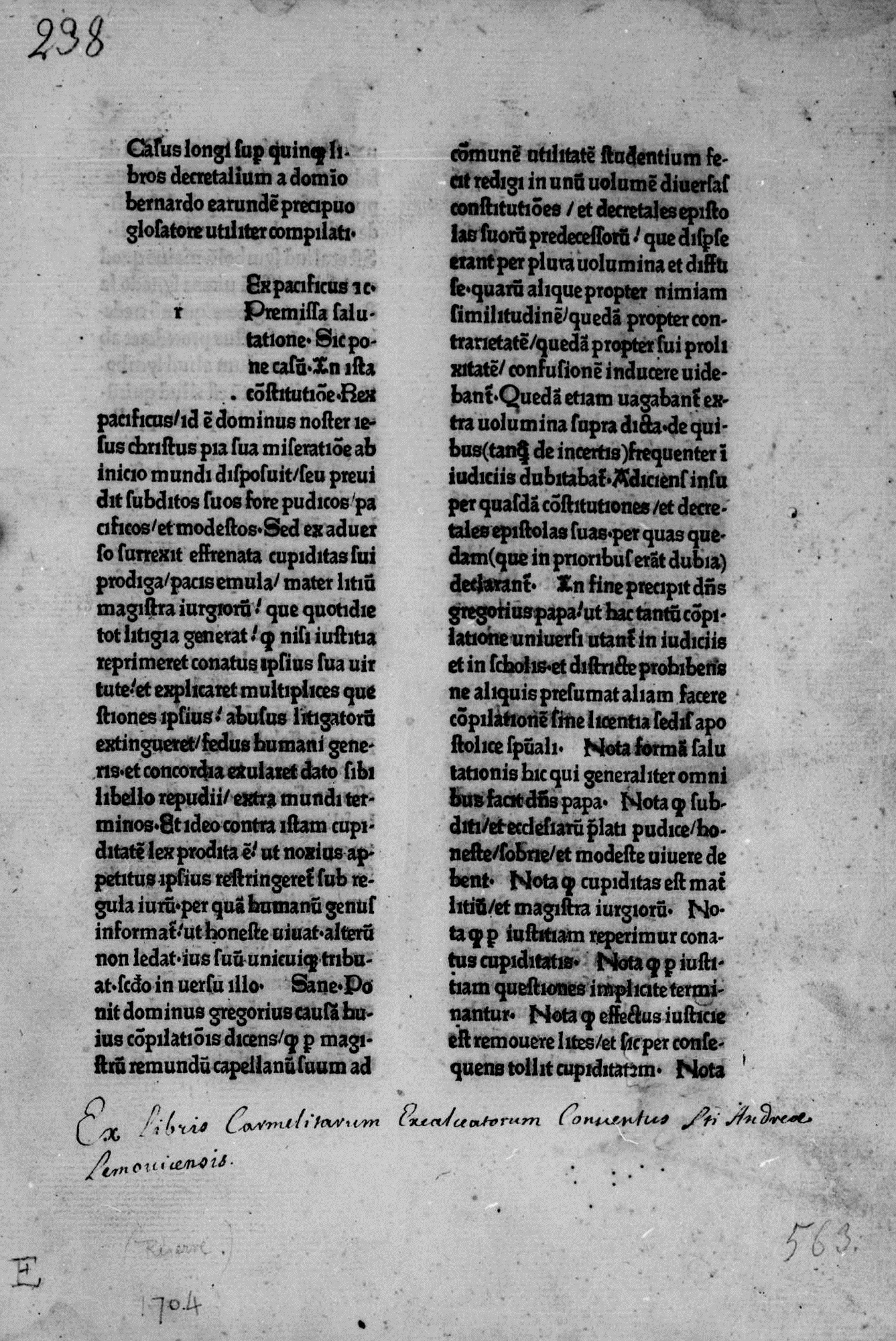
Bernardo de Botone, Casus longi super quinque libros Decretalium, 1475

Indicar os principais comentadores das Decretais seria como escrever uma história do direito canônico na Idade Média. Importantes canonistas incluem Inocêncio IV (falecido em 1254), Henrique de Susa ou Hostiense (falecido em 1271), o "Abbas antiquus" (século XIII), João André, Baldus de Ubaldis (falecido em 1400), Pietro de Ancarano (falecido em 1416), Francesco Zabarella (falecido em 1417), Domingos de São Geminiano (século XV), João de Ímola (falecido em 1436) e Niccolò Tedeschi, também chamado de "Abbas Siculus", "Modernus" ou "Panormitanus" (falecido em 1453). Entre os comentadores modernos, Manuel Gonzalez Tellez e Fagnanus podem ser consultados com proveito para interpretação do texto das Decretais. As Decretais de Gregório IX permanecem a base do direito canônico, naquilo que não foi modificado por coleções posteriores e pelas leis gerais da Igreja (ver Corpus Juris Canonici).